# 감마프로테오박테리아
감마프로테오박테리아(Gammaproteobacteria)는 프로테오박테리아문에 속하는 세균 강의 하나이다. 엔테로박테리아과, 비브리오과, 극모세균과 등과 같은 의학적, 환경적, 과학적으로 매우 중요한 세균을 포함하고 있다.
예를 들어, 이 세균 강에는 살모넬라속(장염과 장티푸스), 예르시니아속(페스트), 비브리오속(콜레라), 녹농균(병원 환자 또는 성 섬유증 환자에게 폐감염을 일으키는 원인균), 폐렴을 일으키는 폐렴막대균(Klebsiella pneumoniae) 등 많은 수의 병원성 세균이 속해 있다. 다른 모든 프로테오박테리아처럼 그람-음성균이다.

## 하위 목
- Acidithiobacillales
- 아이로모나스목 (Aeromonadales)
- Alteromonadales
- Cardiobacteriales
- Chromatiales
- 엔테로박테리아목 또는 장내세균목 (Enterobacteriales)
- 레지오넬라목 (Legionellales)
- 메틸로코쿠스목 (Methylococcales)
- 해양나균목
- 파스테우렐라목 (Pasteurellales)
- 극모세균목 (Pseudomonadales)
- 티오트릭스목 (Thiotrichales)
- 비브리오목 (Vibrionales)
- Xanthomonadales